# Indianapolis 500 1993

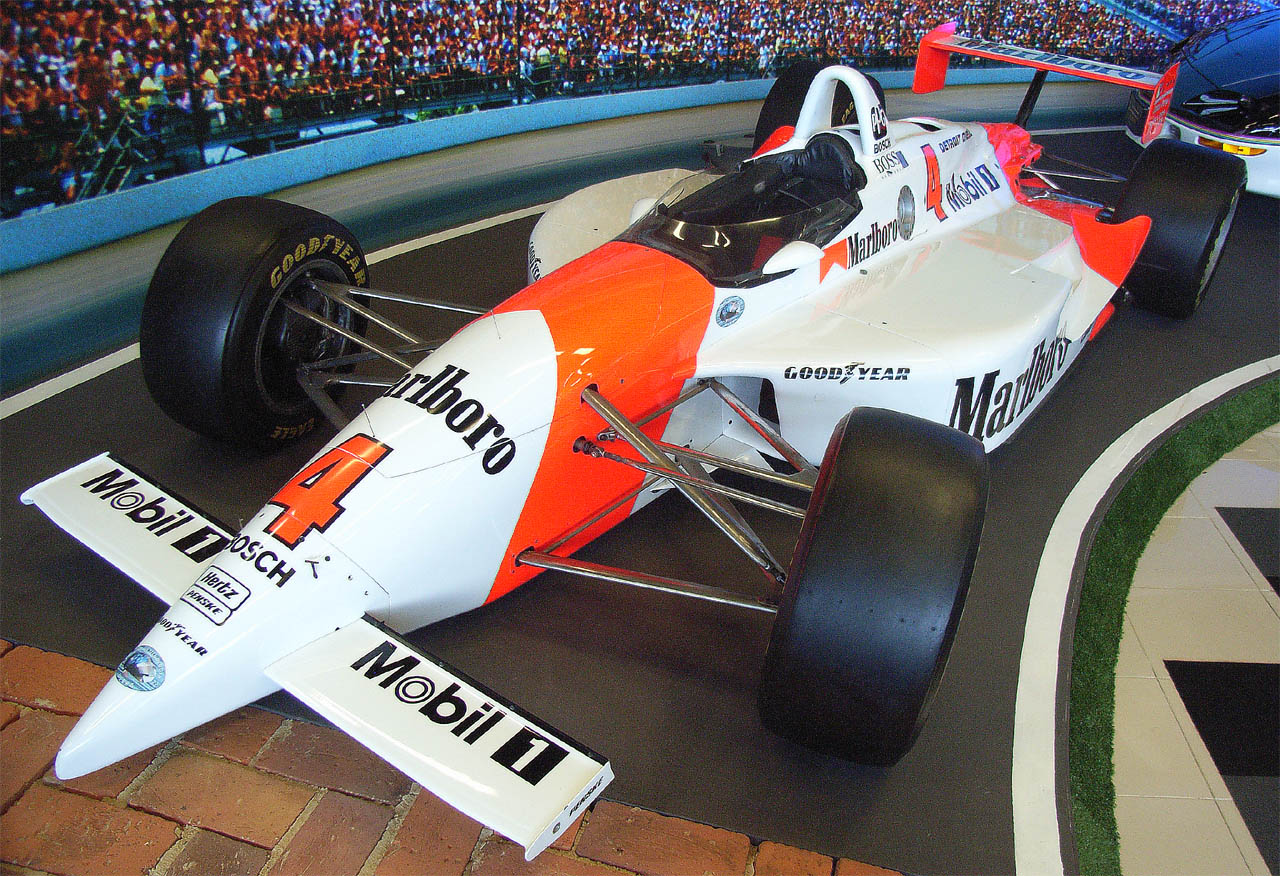
Penske PC-22 którym Emerson Fittipaldi wygrał wyścig

Indianapolis 500 1993 – 77. edycja wyścigu rozegranego na torze Indianapolis Motor Speedway odbyła się 30 maja 1993 roku w ramach serii CART. Udział w nim wzięło 33 kierowców z 12 krajów.

## Ustawienie na starcie
| Linia | Wewnątrz | Wewnątrz              | Na środku | Na środku          | Na zewnątrz | Na zewnątrz            |
| ----- | -------- | --------------------- | --------- | ------------------ | ----------- | ---------------------- |
| 1     | 10       | Arie Luyendyk (W)     | 6         | Mario Andretti (W) | 9           | Raúl Boesel            |
| 2     | 2        | Scott Goodyear        | 3         | Al Unser Jr. (W)   | 16          | Stefan Johansson (R)   |
| 3     | 12       | Paul Tracy            | 5         | Nigel Mansell (R)  | 4           | Emerson Fittipaldi (W) |
| 4     | 40       | Roberto Guerrero      | 22        | Scott Brayton      | 7           | Danny Sullivan (W)     |
| 5     | 77       | Nelson Piquet (R)     | 11        | Kevin Cogan        | 36          | Stéphan Grégoire (R)   |
| 6     | 21       | Jeff Andretti         | 8         | Teo Fabi           | 51          | Gary Bettenhausen      |
| 7     | 18       | Jimmy Vasser          | 91        | Stan Fox           | 90          | Lyn St. James          |
| 8     | 76       | Tony Bettenhausen Jr. | 80        | Al Unser (W)       | 84          | John Andretti          |
| 9     | 41       | Robby Gordon (R)      | 15        | Hiro Matsushita    | 66          | Dominic Dobson         |
| 10    | 50       | Davy Jones            | 27        | Geoff Brabham      | 75          | Willy T. Ribbs         |
| 11    | 60       | Jim Crawford          | 92        | Didier Theys       | 59          | Eddie Cheever          |

- (W) = wygrał w przeszłości Indianapolis 500
- (R) = pierwszy start w Indianapolis 500

Nie zakwalifikowali się:

#32  Éric Bachelart

#29  Olivier Grouillard

#20  Buddy Lazier

#43  Rocky Moran

#93  John Paul Jr. (R)

#45  Scott Pruett

#1  Bobby Rahal

#25  Mark Smith (R)

## Wyścig
| P                                                                        | Start                                     | Nr                                        | Kierowca                                  | N                                         | S                                         | Okrążeń                                   | NP                                        | Czas/Powód wycofania                | Zespół                              | Punkty                              |
| ------------------------------------------------------------------------ | ----------------------------------------- | ----------------------------------------- | ----------------------------------------- | ----------------------------------------- | ----------------------------------------- | ----------------------------------------- | ----------------------------------------- | ----------------------------------- | ----------------------------------- | ----------------------------------- |
| 1                                                                        | 9                                         | 4                                         | Emerson Fittipaldi                        | P                                         | C                                         | 200                                       | 16                                        | 3:10:49.860                         | Team Penske                         | 20                                  |
| 2                                                                        | 1                                         | 10                                        | Arie Luyendyk                             | L                                         | F                                         | 200                                       | 14                                        | +2.862                              | Chip Ganassi Racing                 | 16+1                                |
| 3                                                                        | 8                                         | 5                                         | Nigel Mansell (R)                         | L                                         | F                                         | 200                                       | 34                                        | +4.237                              | Newman/Haas Racing                  | 14                                  |
| 4                                                                        | 3                                         | 9                                         | Raúl Boesel                               | L                                         | F                                         | 200                                       | 18                                        | +4.782                              | Dick Simon Racing                   | 12                                  |
| 5                                                                        | 2                                         | 6                                         | Mario Andretti                            | L                                         | F                                         | 200                                       | 72                                        | +5.418                              | Newman/Haas Racing                  | 10+1                                |
| 6                                                                        | 11                                        | 22                                        | Scott Brayton                             | L                                         | F                                         | 200                                       | 0                                         | +6.540                              | Dick Simon Racing                   | 8                                   |
| 7                                                                        | 4                                         | 2                                         | Scott Goodyear                            | L                                         | F                                         | 200                                       | 5                                         | +7.917                              | Walker Racing                       | 6                                   |
| 8                                                                        | 5                                         | 3                                         | Al Unser Jr.                              | L                                         | C                                         | 200                                       | 17                                        | +9.964                              | Galles Racing                       | 5                                   |
| 9                                                                        | 17                                        | 8                                         | Teo Fabi                                  | L                                         | C                                         | 200                                       | 0                                         | +17.441                             | Jim Hall Racing                     | 4                                   |
| 10                                                                       | 24                                        | 84                                        | John Andretti                             | L                                         | F                                         | 200                                       | 2                                         | +17.730                             | A.J. Foyt Enterprises               | 3                                   |
| 11                                                                       | 6                                         | 16                                        | Stefan Johansson (R)                      | P                                         | C                                         | 199                                       | 0                                         | +1 okrążenie                        | Bettenhausen Racing                 | 2                                   |
| 12                                                                       | 23                                        | 80                                        | Al Unser                                  | L                                         | C                                         | 199                                       | 15                                        | +1 okrążenie                        | King Racing                         | 1                                   |
| 13                                                                       | 19                                        | 18                                        | Jimmy Vasser                              | L                                         | F                                         | 198                                       | 0                                         | +2 okrążenia                        | Hayhoe Racing                       | 0                                   |
| 14                                                                       | 14                                        | 11                                        | Kevin Cogan                               | L                                         | C                                         | 198                                       | 4                                         | +2 okrążenia                        | Galles Racing                       | 0                                   |
| 15                                                                       | 28                                        | 50                                        | Davy Jones                                | L                                         | C                                         | 197                                       | 0                                         | +3 okrążenia                        | Euromotorsport                      | 0                                   |
| 16                                                                       | 33                                        | 59                                        | Eddie Cheever                             | L                                         | B                                         | 197                                       | 0                                         | +3 okrążenia                        | Team Menard                         | 0                                   |
| 17                                                                       | 18                                        | 51                                        | Gary Bettenhausen                         | L                                         | M                                         | 197                                       | 0                                         | +3 okrążenia                        | Team Menard                         | 0                                   |
| 18                                                                       | 26                                        | 15                                        | Hiro Matsushita                           | L                                         | F                                         | 197                                       | 0                                         | +3 okrążenia                        | Walker Racing                       | 0                                   |
| 19                                                                       | 15                                        | 36                                        | Stéphan Grégoire (R)                      | L                                         | B                                         | 195                                       | 1                                         | +5 okrążeń                          | Formula Project Engineering         | 0                                   |
| 20                                                                       | 22                                        | 76                                        | Tony Bettenhausen Jr.                     | P                                         | C                                         | 195                                       | 0                                         | +5 okrążeń                          | Bettenhausen Racing                 | 0                                   |
| 21                                                                       | 30                                        | 75                                        | Willy T. Ribbs                            | L                                         | F                                         | 194                                       | 0                                         | +6 okrążeń                          | Walker Racing                       | 0                                   |
| 22                                                                       | 32                                        | 92                                        | Didier Theys                              | L                                         | B                                         | 193                                       | 0                                         | +7 okrążeń                          | Hemelgarn Racing                    | 0                                   |
| 23                                                                       | 27                                        | 66                                        | Dominic Dobson                            | G                                         | C                                         | 193                                       | 0                                         | +7 okrążeń                          | Burns Racing                        | 0                                   |
| 24                                                                       | 31                                        | 60                                        | Jim Crawford                              | L                                         | C                                         | 192                                       | 0                                         | +8 okrążeń                          | King Racing                         | 0                                   |
| 25                                                                       | 21                                        | 90                                        | Lyn St. James                             | L                                         | F                                         | 176                                       | 0                                         | Awaria skrzyni biegów               | Dick Simon Racing                   | 0                                   |
| 26                                                                       | 29                                        | 27                                        | Geoff Brabham                             | L                                         | M                                         | 174                                       | 0                                         | Awaria silnika                      | Team Menard                         | 0                                   |
| 27                                                                       | 25                                        | 41                                        | Robby Gordon (R)                          | L                                         | F                                         | 165                                       | 2                                         | Awaria skrzyni biegów               | A.J. Foyt Enterprises               | 0                                   |
| 28                                                                       | 10                                        | 40                                        | Roberto Guerrero                          | L                                         | C                                         | 125                                       | 0                                         | Wypadek                             | King Racing                         | 0                                   |
| 29                                                                       | 16                                        | 21                                        | Jeff Andretti                             | L                                         | B                                         | 124                                       | 0                                         | Wypadek                             | Pagan Racing                        | 0                                   |
| 30                                                                       | 7                                         | 12                                        | Paul Tracy                                | L                                         | C                                         | 94                                        | 0                                         | Wypadek                             | Team Penske                         | 0                                   |
| 31                                                                       | 20                                        | 91                                        | Stan Fox                                  | L                                         | B                                         | 64                                        | 0                                         | Awaria silnika                      | Hemelgarn Racing                    | 0                                   |
| 32                                                                       | 13                                        | 77                                        | Nelson Piquet (R)                         | L                                         | M                                         | 38                                        | 0                                         | Awaria silnika                      | Team Menard                         | 0                                   |
| 33                                                                       | 12                                        | 7                                         | Danny Sullivan                            | L                                         | C                                         | 29                                        | 0                                         | Wypadek                             | Galles Racing                       | 0                                   |
| P                                                                        | Start                                     | Nr                                        | Kierowca                                  | N                                         | S                                         | Okrążeń                                   | NP                                        | Czas/Powód wycofania                | Zespół                              | Punkty                              |
| Zmiany na prowadzeniu: 23 pomiędzy 12 kierowcami                         |                                           |                                           |                                           |                                           |                                           |                                           |                                           |                                     |                                     |                                     |
| Neutralizacje: 8 (49 okrążeń)                                            |                                           |                                           |                                           |                                           |                                           |                                           |                                           |                                     |                                     |                                     |
| *N Nadwozie: G=Galmer, L=Lola, P=Penske                                  |                                           |                                           |                                           |                                           |                                           |                                           |                                           |                                     |                                     |                                     |
| *S Silnik: B=Buick, C=Ilmor-Chevrolet, F=Cosworth-Ford, M=Menard (Buick) |                                           |                                           |                                           |                                           |                                           |                                           |                                           |                                     |                                     |                                     |
| Wszystkie samochody używały opon Goodyear                                | Wszystkie samochody używały opon Goodyear | Wszystkie samochody używały opon Goodyear | Wszystkie samochody używały opon Goodyear | Wszystkie samochody używały opon Goodyear | Wszystkie samochody używały opon Goodyear | Wszystkie samochody używały opon Goodyear | Wszystkie samochody używały opon Goodyear | *NP – liczba okrążeń na prowadzeniu | *NP – liczba okrążeń na prowadzeniu | *NP – liczba okrążeń na prowadzeniu |